# Progens
Progens är en ort i kommunen La Verrerie i kantonen Fribourg, Schweiz. 1 januari 2004 slogs Progens samman med Le Crêt och Grattavache till den nya kommunen La Verrerie.